# Sovrani dell'Albania
Questa è la lista dei sovrani dell'Albania

## Principato di Arbanon

### Pogron
- Progon (1190 - 1198)
- Gjin Progoni (1198 - 1208)
- Dhimitër Progoni (1208 - 1216)

## Regno di Albania

### Angiò
- Carlo I d'Angiò (1272 - 1285)
- Carlo II d'Angiò (1285 - 1301)
- Filippo I d'Angiò Principe di Taranto (1301 - 1332)
- Roberto d'Angiò Principe di Taranto (1332 - 1364)
- Filippo II, Principe di Taranto (1364 - 1368)
- Carlo Thopia (1358 - 1382)

## Principato d'Albania
- Giovanni Castriota (1389 - 1437)
- Giorgio Castriota Scanderbeg (1443 - 1468)
- Lekë Dukagjini (1446 - 1481)

## Principato d'Albania (1914)

### Wied
| Nome                      | Ritratto | Nascita       | Regno        | Regno            | Morte          | Consorti                      | Note                                         |
| Nome                      | Ritratto | Nascita       | Inizio       | Fine             | Morte          | Consorti                      | Note                                         |
| ------------------------- | -------- | ------------- | ------------ | ---------------- | -------------- | ----------------------------- | -------------------------------------------- |
| Guglielmo (Skanderbeg II) |          | 26 marzo 1876 | 7 marzo 1914 | 3 settembre 1914 | 17 aprile 1945 | Sofia di Schönburg-Waldenburg | Nobile tedesco, figlio dei Principi di Wied. |

## Regno d'Albania (1928-1939)

### Zogu
| Nome                   | Ritratto | Nascita        | Regno             | Regno         | Morte         | Consorti                        | Note                                                                           |
| Nome                   | Ritratto | Nascita        | Inizio            | Fine          | Morte         | Consorti                        | Note                                                                           |
| ---------------------- | -------- | -------------- | ----------------- | ------------- | ------------- | ------------------------------- | ------------------------------------------------------------------------------ |
| Zog I (Skanderbeg III) |          | 8 ottobre 1895 | 1º settembre 1928 | 7 aprile 1939 | 9 aprile 1961 | Géraldine Apponyi de Nagyappony | Presidente dell'Albania, convertì il Paese da repubblica a monarchia nel 1928. |

## Occupazione italiana (1939-1943)

### Savoia
| Nome                  | Ritratto | Nascita          | Regno         | Regno            | Morte            | Consorti             | Note                                                               |
| Nome                  | Ritratto | Nascita          | Inizio        | Fine             | Morte            | Consorti             | Note                                                               |
| --------------------- | -------- | ---------------- | ------------- | ---------------- | ---------------- | -------------------- | ------------------------------------------------------------------ |
| Vittorio Emanuele III |          | 11 novembre 1869 | 9 aprile 1939 | 27 novembre 1943 | 28 dicembre 1947 | Elena del Montenegro | Re d'Italia, Imperatore d'Etiopia e Primo Maresciallo dell'Impero. |

## Pretendenti al trono d'Albania
| Nome            | Ritratto | Nascita        | Regno            | Regno            | Morte            | Consorti                        | Note                                                                  |
| Nome            | Ritratto | Nascita        | Inizio           | Fine             | Morte            | Consorti                        | Note                                                                  |
| --------------- | -------- | -------------- | ---------------- | ---------------- | ---------------- | ------------------------------- | --------------------------------------------------------------------- |
| Zog I           |          | 8 ottobre 1895 | 7 aprile 1939    | 9 aprile 1961    | 9 aprile 1961    | Géraldine Apponyi de Nagyappony | Dopo l'occupazione italiana andò in esilio con la moglie e il figlio. |
| Leka Zogu       |          | 5 aprile 1939  | 9 aprile 1961    | 30 novembre 2011 | 30 novembre 2011 | Susan Cullen-Ward               | Figlio del precedente.                                                |
| Leka Anwar Zogu |          | 26 marzo 1982  | 30 novembre 2011 | In carica        | In carica        | Elia Zaharia                    | Figlio del precedente                                                 |